# Estación de Camí dels Reis
Camí dels Reis es una estación de la línea M1 del Metro de Palma. Fue inaugurada el 25 de abril de 2007.
Es una estación subterránea situada en el Camí dels Reis, en el polígono industrial de Son Castelló. Dispone de dos andenes laterales conectados por un paso inferior.

## Accesos
- Camí dels Reis